# 三叶鼠尾草
三叶鼠尾草（学名：Salvia trijuga）为唇形科鼠尾草属的植物，为中国的特有植物。分布在中国大陆的四川、西藏、云南等地，生长于海拔1,900米至3,900米的地区，多生在山坡、山谷、沟边、灌丛中、林下或草地上，目前已由人工引种栽培。

## 别名
紫丹参、小红丹参（云南丽江）、紫丹参、小红参（云南中甸）